# Arch Linux
Arch Linux és una distribució GNU/Linux creada per Judd Vinet, qui es va inspirar en una altra distribució anomenada CRUX. El seu objectiu principal és la simplicitat a l'hora de fer anar el sistema.
Arch és una distribució en evolució constant, per la qual cosa les imatges publicades en el seu lloc web oficial són senzillament "captures" de l'estat d'evolució del programari en aquell moment. A partir de la versió 0.8, el seu sistema de numeració va canviar per reflectir aquest fet, de manera que els números de les versions actuals fan referència a l'any i el mes en què la captura ha sigut publicada. Un sistema Arch correctament mantingut sempre disposa de la darrera versió dels components principals del sistema i de les aplicacions instal·lades.

## Història
Judd Vinet començà a inicis del 2001 utilitzant Polish Linux Distribution (PLD) força temps fins que acabà decidint-se per canviar a CRUX, ja que trobava que els desenvolupadors de CRUX dominaven l'anglès més fluidament.
Aviat es va convèncer de la simplicitat, elegància i rapidesa d'ús de CRUX si un aconseguia aprendre com funcionava. Però va creure que el sistema de manteniment dels paquets de programari no era prou complet, no hi havia meta-dades, ni registre de dependències i no hi havia una manera fàcil de localitzar i descarregar els paquets. Era massa minimalista.
Malgrat tot, com a administrador de sistemes, va anar utilitzant PLD durant un temps en els seus servidors, mentre buscava alguna cosa més fàcil de mantenir. PLD tenia un bon sistema d'actualització dels paquets de programari, però era massa modular i es trencava sovint. CRUX seria la tria més lògica, però mantenir diversos sistemes sense suport de dependències no era gaire pràctic. Així que finalment decidí iniciar Arch Linux l'11 de març de 2002.
En iniciar Arch Linux va decidir combinar el millor de les distribucions que havia estat utilitzant fins aleshores afegint-hi coses noves que ell creia necessàries i agradables. Així començà a construir-ho a partir d'un sistema LFS i acoblant scripts rudimentaris per a la construcció dels paquets, modelant-los i després formatant-los segons el que havia après amb CRUX. Començava a treballar amb el que seria pacman.
Vinet lideraria el projecte fins a l'1 d'octubre de 2007, quan cediria el lideratge del projecte a Aaron Griffin.

## Filosofia
Arch Linux va ser dissenyada especialment perquè arribés a ser un sistema operatiu enfocat als usuaris avançats. No posseeix eines de configuració automàtica, compartint així la mateixa filosofia que altres distribucions, com per exemple Slackware, i per això, per poder arribar a instal·lar i configurar el sistema, es necessita un grau de coneixement més que bàsic. Però, al mateix temps, Arch posseeix diverses aplicacions que permeten que el manteniment diari del sistema sigui bastant senzill. Així la filosofia d'Arch es basa en 3 punts:
- Mantenir el sistema el més simple i lleuger possible, Seguint el principi KISS
- Confiar en les GUIs per a construir i configurar el sistema acaba per malmetre l'usuari. És per això que l'usuari necessitarà conèixer tot el que oculten les GUIs i realitzar les configuracions de forma manual.
- Arch permet a l'usuari fer totes les contribucions que aquest desitgi mentre no vagin en contra de la filosofia d'Arch.

## Gestió de Paquets
Arch, com la majoria de les distribucions, està basada principalment en paquets binaris. Aquests paquets es gestionen amb l'eina anomenada Pacman, la qual gestiona la instal·lació, actualització i desinstal·lació dels programes.
Els paquets binaris d'Arch Linux són construïts amb flags especials per als processadors i686, el que fa que la distribució sigui bastant ràpida en comparació amb altres distribucions del seu gènere. Els paquets també poden ser construïts a partir del seu codi font fent servir un sistema similar al dels Ports de FreeBSD anomenat Arch Build System (ABS). Aquest sistema permet facilitar la construcció dels paquets per integrar-los al sistema.
Originalment només hi havia un sol dipòsit de paquets, conegut com a official - ara porta el nom de core -, que contenia bàsicament les aplicacions preferides de Judd Vinet. Va ser dissenyat per contenir un "tipus" de cada varietat de programa, des d'un entorn de desenvolupament, a un navegador web, etcètera.
Però hi va haver usuaris que no estaven del tot d'acord amb la tria d'en Judd, de manera que a través del sistema Arch Build System van començar a construir els seus propis paquets de programari. Aquests paquets van anar a parar a un dipòsit anomenat unofficial i eren mantinguts per desenvolupadors diversos. Els dos dipòsits però van continuar rebent suport de manera igual per part dels desenvolupadors, així que els noms official i unofficial no reflectien més el seu veritable propòsit i van acabar successivament reanomenats com a current i extra cap a la versió 0.5.
Cap a la versió 0.6, el 19 de novembre de 2003, es va fer saber que hi havia un munt de paquets que els desenvolupadors ja no volien mantenir més. L'usuari Jason Chu va configurar els dipòsits "Trusted User Repositories" on anaven els dipòsits no oficials i on els usuaris verificats podien col·locar els nous paquets que haguessin creat pel seu compte. A més hi havia un dipòsit staging on els paquets podien ser promoguts per als dipòsits oficials per algun dels desenvolupadors d'Arch Linux.
Després d'alguns problemes amb un nucli de core que va ocasionar nombrosos conflictes en els sistemes dels usuaris el 6 de maig de 2006, es va introduir una pòlissa anomenada core signoff policy. Des de llavors tots els paquets actualitzats per core havien de passar primer pel dipòsit testing i només després de moltes revisions dels desenvolupadors podien ser moguts cap a core.
Temps després, cap a l'1 d'agost de 2007, amb el llançament d'una nova versió, el dipòsit current va ser reanomenat core per tal de prevenir la confusió sobre el que contenia. Els dipòsits actualment són més o menys iguals a simple vista per part dels desenvolupadors de la comunitat, tot i que hi ha algunes diferències. El dipòsit core conté però els paquets utilitzats pel CD d'instal·lació d'Arch Linux i les instantànies d'alliberaments són a partir de core també. Aquest dipòsit ofereix un sistema Linux complet a nivell bàsic.
Això va ser així durant un temps, fins que es va decidir desenvolupar el sistema AUR. Els usuaris de confiança van establir-se en un grup tancat i unit que els va permetre mantenir col·lectivament el dipòsit community. Aquests Usuaris de confiança encara són un grup separat del de desenvolupadors d'Arch Linux, i no hi ha massa comunicació entre ambdós grups. Tot i que els paquets més populars són promoguts ocasionalment de community a extra encara. El sistema AUR a més permet a usuaris no confirmats publicar PKGBUILD com s'anomenen els paquets de programari.
L'arbre de paquets d'Arch Linux consta dels següents dipòsits oficials:
- core - Conté tots els paquets necessaris per configurar un sistema base Linux (Kernel + eines mínimes).
- extra - Conté paquets no requerits per un sistema base, i inclou els programes i els entorns d'escriptori.
- community - Conté els paquets enviats pels mateixos usuaris d'Arch, els quals prèviament són exposats a votació pels usuaris i, posteriorment, segons la votació, són moguts oficialment a aquest repositori.
- multilib - Repositori centralitzat per a programes de 32 bits optimitzats per funcionar amb processadors de 64 bits.

També existeixen tres dipòsits de proves, que inclouen paquets candidats a formar part d'algun dels dipòsits anteriors:
- testing - Conté els paquets que es troben en fase de prova per analitzar els seus possibles errors abans de ser moguts a core o a extra.
- community-testing - Conté els paquets que es troben en fase de prova abans de ser moguts a community.
- multilib-testing - Conté els paquets que es troben en fase de prova abans de ser moguts a multilib.

### AUR (Arch User's Repository)
L'AUR (sigles en anglès del Repositori d'Usuaris d'Arch) és un repositori creat i mantingut pels mateixos usuaris d'Arch (i no pels seus desenvolupadors, com els repositoris oficials anteriorment esmentats) en què es proporcionen els paquets binaris PKGBUILD amb el codi font per poder compilar el programari. Aquests paquets simplifiquen la tasca de crear els programes des del codi font buscant les dependències necessàries i configurant-los automàticament per a l'arquitectura d'Arch.

## Versions

### "Rolling releases"
Al contrari que la majoria de distribucions, Arch Linux no allibera periòdicament noves versions, sinó que fa servir un sistema d'evolució constant, actualitzant diàriament els paquets. Tal com també fan distribucions com Gentoo, o també Debian (en aquest cas si es configura els dipòsits de paquets testing o experimental). Això permet als usuaris tenir els seus sistemes actualitzats fàcilment. Així, els nous llançaments d'Arch són simplement captures de l'estat present dels paquets amb millores en el sistema d'instal·lació. Per tant, no importa quina imatge es faci servir per a instal·lar el sistema si després s'actualitza adequadament. De fet, alguns membres dels fòrums d'Arch mostren amb orgull l'antiguitat de la seva instal·lació.
Des de la versió 2009.02 l'objectiu és coordinar els llançaments seguint el ritme de llançaments del nucli, i així proveir d'un suport òptim per al maquinari, això suposa nous llançaments cada 3 o 4 mesos.

### Historial de llançaments
| Color | Significat        |
| ----- | ----------------- |
| Groc  | Antic llançament  |
| Verd  | Actual llançament |
| Blau  | Futur llançament  |

| Versió     | Nom         | Data       | Notes |
| ---------- | ----------- | ---------- | --- |
| 0.1        | Homer       | 2002-03-11 | Primer llançament construït des de zero. |
| 0.2        | Vega        | 2002-04-17 | |
| 0.3        | Firefly     | 2002-08-07 | |
| 0.4        | Dragon      | 2002-12-18 | |
| 0.5        | Nova        | 2003-07-21 | Suport per PAM, LVM, GRUB. |
| 0.6        | Widget      | 2004-03-01 | S'afegí suport per JFS i XFS. |
| 0.7        | Wombat      | 2005-01-24 | |
| 0.8        | Voodoo      | 2007-03-31 | |
| 2007.05    | Duke        | 2007-05-17 | Pacman 3 |
| 2007.08    | Don't Panic | 2007-08-05 | |
| 2008.06    | Overlord    | 2008-06-24 | Disponibilitat d'imatges per memòries USB. |
| 2009.02    | —           | 2009-02-16 | Inclusió d'AIF (Arch Linux Installation Framework). |
| 2009.08    | —           | 2009-08-10 | Pacman 3.3, ús del nou instal·lador AIF, millora en la detecció de perifèrics en l'arrancada, millores en la configuració de l'hora i la data, re-factoritzades les rutines d'instal·lació de GRUB. |
| 2010.05    | —           | 2010-05-17 | Primera captura amb suport isohybrid, imatges duals d'arch, usant exclusivament isolinux i suport de pxe.                                                                                           |
| 2011.08.19 | —           | 2011-08-19 | Linux 3.0.3, suport pel gestor d'arrencada syslinux, suport experimental pels sistemes de fitxers btrfs i nilfs 2.                                                                                  |
| 2012.07.15 | —           | 2012-07-22 | S'eliminà AIF i se substituí per scripts simples d'instal·lació, instal·lació de mitjans només per imatge netinstall, i el dipòsit core eliminat de la instal·lació de mitjans.                     |
| 2012.08.04 | —           | 2012-08-04 | Grub 2.0 disponible en la instal·lació en comptes de la versió legacy 0.9. |

## Distribucions GNU/Linux basades en Arch Linux
- Artix Linux (llançada el 2017)
- CachyOs (llançada el 2022)[28][29]
- EndeavourOS (llançada el 15 de juliol de 2019)
- Garuda Linux (llançada el 26 de març de 2020)
- Manjaro Linux (llançada el 10 de juliol de 2011)